# Arınık, Hilvan
Arınık là một xã thuộc huyện Hilvan, tỉnh Şanlıurfa, Thổ Nhĩ Kỳ. Dân số thời điểm năm 2011 là 406 người.